# Acetabularia
Acetabularia (paraplualgen) zijn een Geslacht van mariene eencellige algen, waarvan de soorten tussen 0,5 en 10 centimeter groot zijn. Het geslacht omvat twaalf soorten, die worden onderscheiden op grond van de vorm van hun paraplu.

## Beschrijving
Het eencellige thallus van een 'paraplualg' bestaat uit een wortelachtige rizoïde, waarmee de alg op een substraat is vastgehecht, een dunne (circa een millimeter dikke) steel en de paraplu die de soorten hun naam geeft. Afhankelijk van de soort varieert de maat tussen de één en zes centimeter, de diameter van de paraplu tussen de 0,5 en 1,0 centimeter. Kransen van laterale uitgroeiingen zitten op de stengel en worden na een tijdje afgeworpen als de bladeren van bomen. Het scherm bestaat uit dertig tot vijfenzeventig radiale kamers. De wand van het thallus is meer of minder sterk verkalkt. Het inwendige wordt ingenomen door een grote vacuole, waaromheen zich talrijke chloroplasten bewegen in de plasmastroom van het perifere cytoplasma.

## Ontwikkeling en voortplanting

levenscyclus

De duur van de levenscyclus van de paraplualgen varieert afhankelijk van de soort en binnen het bereik (breedtegraad) van een soort. Over een lange periode heeft de alg alleen een zeer grote diploïde celkern (de primaire kern) in de rizoïde. Na de vorming van het scherm vindt meiose plaats, d.w.z. de overgang naar de haploïde fase, en de daaropvolgende mitoses resulteren in talrijke haploïde secundaire kernen die migreren naar de kamers van het scherm. Met de vorming van dikke celwanden ontwikkelen zich daar aanvankelijk mononucleaire cysten, waarin echter verdere mitoses plaatsvinden totdat er uiteindelijk in elke cyste twintig tot vijftig gameten met elk twee flagellen zijn. Wanneer de paraplu aan het einde van het groeiseizoen afbrokkelt, komen de cysten vrij als een permanent stadium. Op een later tijdstip laten ze de gameten vrij door te openen met een deksel. Door de versmelting van gameten (plasmogamie) van verschillende geslachten - die extern niet verschillen (isogamie) - ontstaat de diploïde zygoot, die zich aan een geschikt substraat hecht en uitgroeit tot een nieuwe plant.

## Voorkomen
Het geslacht komt veel voor in tropische en subtropische zeeën. A. mediterranea leeft in de Middellandse Zee en in het aangrenzende oostelijke deel van de Atlantische Oceaan. De paraplualgen beleefden hun hoogtijdagen in het Trias en de Jura.

## Betekenis
Het geslacht Acetabularia is op verschillende gebieden van grote betekenis. Enerzijds in de geologie, aangezien de zware kalkafzettingen een groot aantal fossielen hebben opgeleverd. Tien van de soorten die nog steeds bestaan, kunnen al in het Krijt worden geïdentificeerd. In de natuur neemt het een positie in als rifbouwer. 
Acetabularia is als modelorganisme gebruikt in onderzoeken. In 1932 kon men het belang van de celkern aantonen. Op dat moment was moleculair biologisch onderzoek nog niet mogelijk. Bewijs werd geleverd op microscopisch niveau. Hiervoor zijn verschillende ent- en delingsexperimenten gebruikt. Over het algemeen hebben deze algen een groot regenererend vermogen. Na het verlies van de celkern kan een individu drie tot zeven maanden levensvatbaar blijven, cellulose en eiwitten produceren en vormvorming ondergaan.